# بييترو منغولي

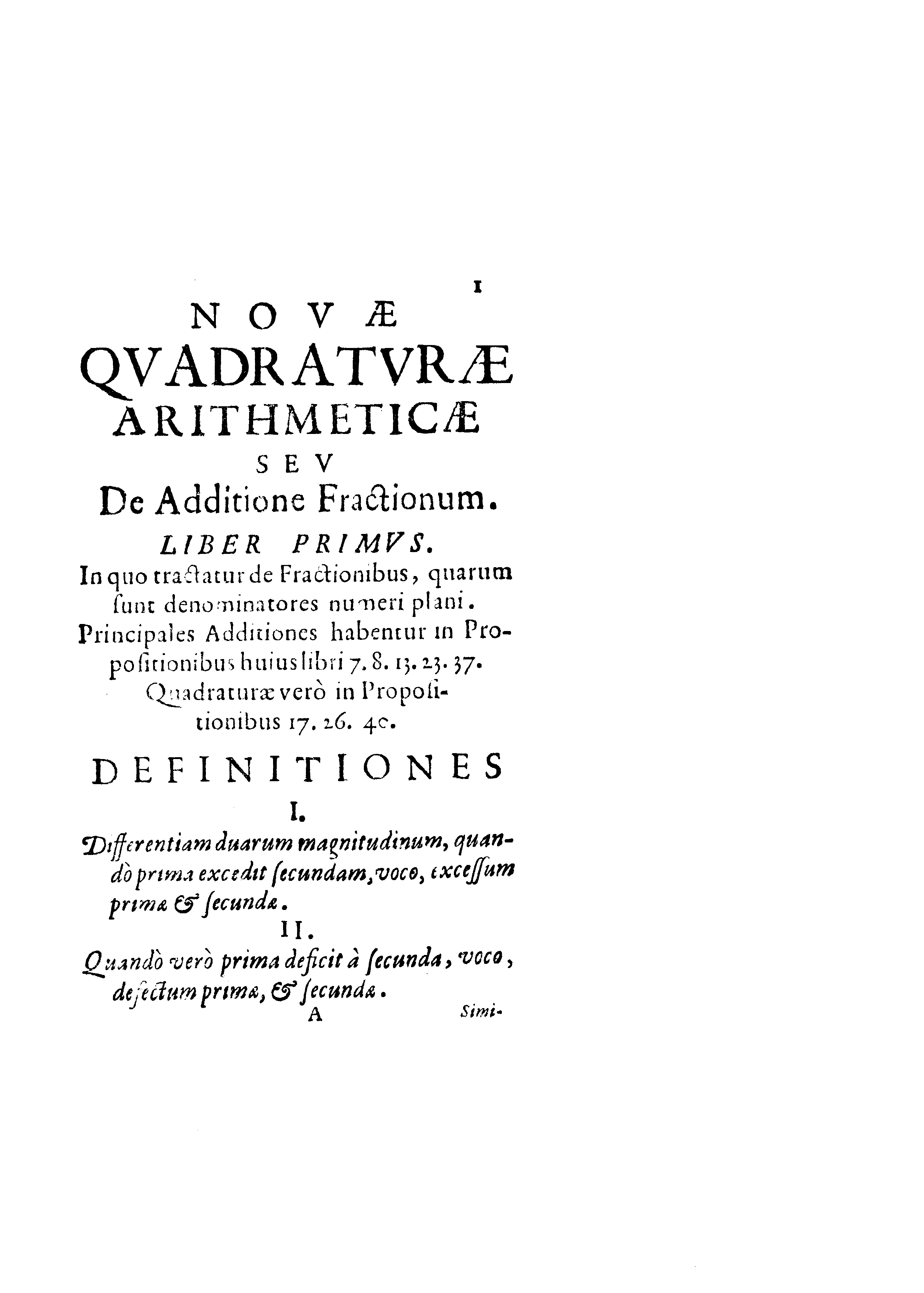
Novae quadraturae arithmeticae, 1650

بييترو منغولي (بالإيطالية: Pietro Mengoli)‏ (بولونيا 1626، بولونيا 1686) هو عالم رياضيات إيطالي ورجل دين من بولونيا درس في جامعة بولونيا.
منغولي هو أول من طرح المعضلة المشهورة المعروفة باسم معضلة بازل. كان ذلك عام 1650. ولقد حلحلها ليونهارت أويلر عام 1735. كما برهن في نفس العام، أن المتسلسلة المتناسقة المتناوبة متقاربة إلى اللوغاريتم الطبيعي لاثنين.
برهن أيضا على أن المتسلسلة المتناسقة متباعدة وبرهن أيضا أن جداء واليس المتعلق ب π كان صحيحا.

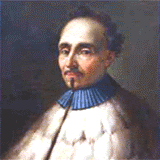
Pietro Mengoli.